# Archidium alternifolium
Archidium alternifolium és una espècie de molsa que viu als Països Catalans i altres llocs d'Europa, nord d'Àfrica, Illes atlàntiques i Estats Units i Mèxic.
Són plantes perennes que fan de 2 a 20 mm d'alçada de color verd o verd groguenc.
Les càpsules maduren des de finals de tardor a principi de primavera.
És una planta comuna en sòls humits.